# Участие курсантов ОСАВШ в войне с формированиями басмачей в пустыне Каракумы в 1931 году
Бои в пустыне Каракумы против басмачей проходили с 28 августа по 19 октября 1931 года на территории Туркменской ССР. В числе других частей Среднеазиатского военного округа в них принимала участие Объединенная Среднеазиатская военная школа имени В. И. Ленина.

## Ход боёв
В ОСАВШ имени В. И. Ленина был сформирован сводный отряд. Руководил операцией начальник и комиссар школы А. К. Малышев. Отряд, насчитывающий около 250 человек, был разделён на кавалерийский эскадрон, артиллерийскую батарею, гранатометный, стрелковый и пулеметный взвод. Выполняя поставленную боевую задачу по разгрому басмаческих банд, курсанты ОСАВШ имени В. И. Ленина школы вели тяжёлые бои в пустыне Каракумы. Бои закончились разгромом противника у колодцев Черкез-ли (1 октября) и Севетли (10 октября) в песках Каракумы. 
По окончании боевых действий, отряд школы прибыл в Кизыларват, позднее по железной дороге в Ташкент. Боевой поход закончился 19 октября 1931 года. Всего за время боёв был проделан путь по железной дороге — 4392 километра, по морю — 380, по пескам — 1200 километров.

## Награды
Объединенная Среднеазиатская школа имени В. И. Ленина 5 ноября 1931 года была награждена орденом Трудового Красного Знамени Туркменской ССР и 7 марта 1933 года — Почетным революционным Красным Знаменем ЦИК СССР.